# Gyöngyvirág (keresztnév)
A Gyöngyvirág újabb keletű magyar eredetű női név a gyöngyvirág szóból.

## Gyakorisága
Az 1990-es években szórványos név, a 2000-es években nem szerepel a 100 leggyakoribb női név között.

## Névnapok
- április 24.[2]
- május 12.[2]
- május 14.[2]